# Nilssonia formosa
Espèce
Synonymes
- Trionyx formosus Gray, 1869
- Trionyx peguensis Gray, 1870
- Trionyx grayii Theobald, 1875

Statut de conservation UICN

 EN A1cd+2d, B1+2c : En danger
Statut CITES
Nilssonia formosa est une espèce de tortues de la famille des Trionychidae.

## Répartition
Cette espèce est endémique de Birmanie. Sa présence est incertaine en Thaïlande.

## Publication originale
- Gray, 1869 : Notes on the families and genera of tortoises (Testudinata), and on the characters afforded by the study of their skulls. Proceedings of the Zoological Society of London, vol. 1869, p. 165–225 (texte intégral).